# Вежа Двейра
36°02′58″ пн. ш. 14°11′32″ сх. д. / 36.049444444444° пн. ш. 14.192222222222° сх. д.
Вежа Двейра (мальт. Torri tad-Dwejra) — це невеличка сторожова вежа в затоці Двейра у межах Сан-Лавренца на острові Гозо на Мальті Вона є однією з чотирьох збережених прибережних сторожових веж в Гозо.

## Історія
Вежа Двейра була побудована в 1652 році під час магістратури Великого магістра Джованні Паоло Ласкаріса і фінансувалась Університетом Гоцо. Намір її будівництва полягав у тому, щоб вона виконувала роль сторожової вежі та охороняла прилеглі райони від ворогів, особливо піратських десантів. Ця вежа, як і інші вежі, могла повідомляти сусідні оборонні укріплення за допомогою вогню та диму відповідно вночі та вдень. Витрати на ведення вежі покривались виробництвом солі з соляних копалень біля неї. У вісімнадцятому столітті вона була оснащений трьома 6-фунтовими гарматами. У 1744 р. Великий магістр Пінто зробив виїзд до Грибкової скелі незаконним, оскільки вважалося, що грибок, що там розростався, має лікувальну силу, а вежа Двейра використовувалася як оглядовий майданчик, щоб не дати кожному піднятися на острівець.
Вежа була укомплектована Королівською артилерією Мальти на Мальті між 1839 і 1873 роками. Потім вона була покинута до 1914 року, під час Першої світової війни, тоді власний полк Мальти та Королівська Мальтійська артилерія були відправлені, і укомплектована компанією No 3 з двома, а пізніше чотирма 12-фунтовими гарматами. Він був знову використаний у Другій світовій війні як спостережний пункт, і в 1942 році капітан Френк Дебоно і Кармело Захра, які знаходились там, врятували пілота RAF, який розбився в бухті.
Вежа була передана в оренду Джеральду де Траффорду в 1956 році в стані повного занепаду.

## Сьогоднішній день

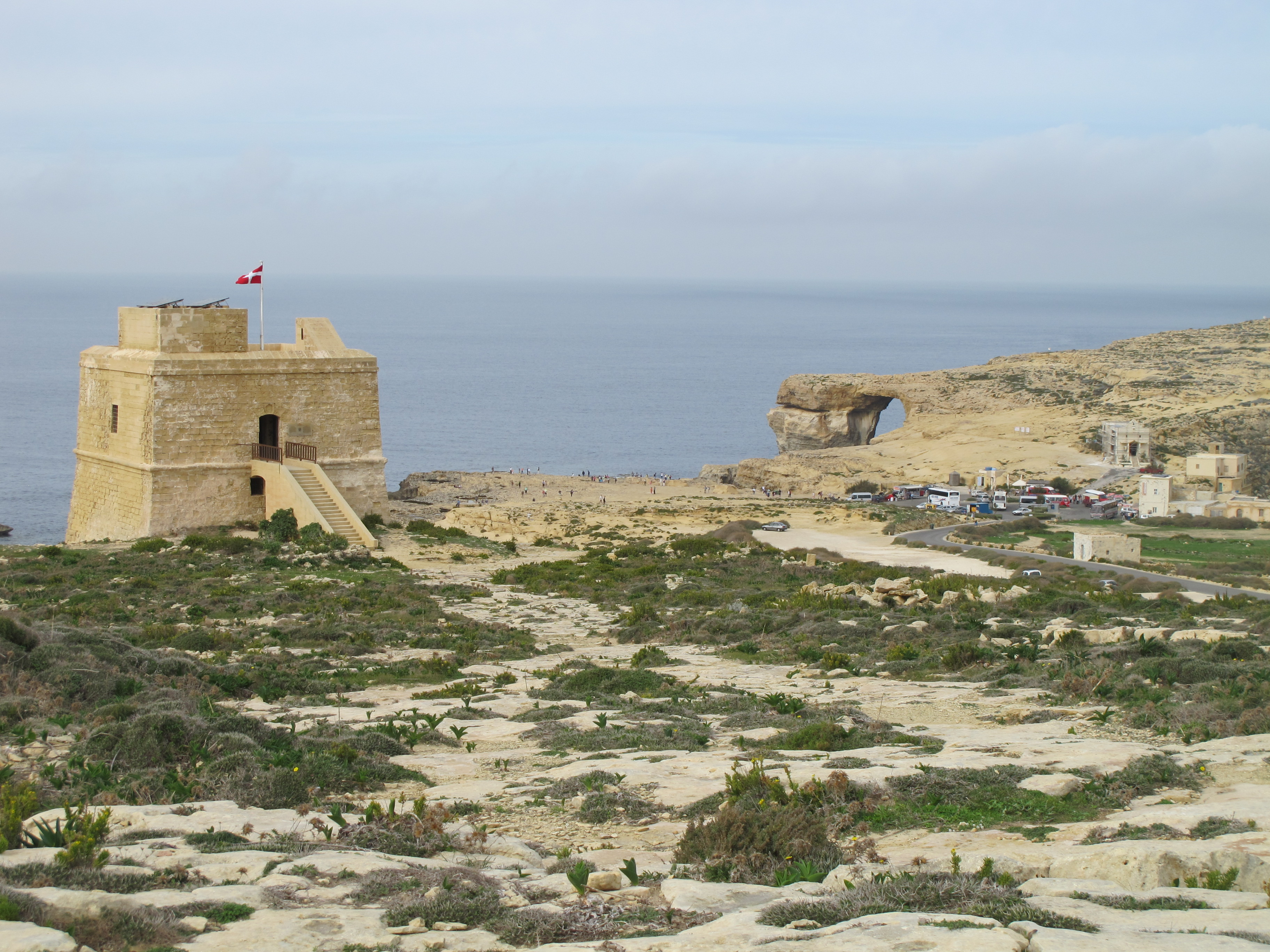
Вежа Двейра з Лазурним вікном у фоновому режимі

Вежу відновив Дін л-Арт Кельва між 1997 і 1999 роками. Зараз вона знаходиться в хорошому стані і відкритий для громадськості безкоштовно.

## У популярній культурі
- Вежа Двейра була використана під час зйомок фільму " Скарби на Мальті" 1963 року та фільму « Вовки» 1985 року.[6]